# 20 septembrie
ianuarie • februarie • martie  • aprilie  • mai  • iunie  • iulie  • august  • septembrie  • octombrie  • noiembrie  • decembrie
20 septembrie este a 263-a zi a calendarului gregorian și a 264-a zi în anii bisecți. Mai sunt 102 zile până la sfârșitul anului.

## Evenimente

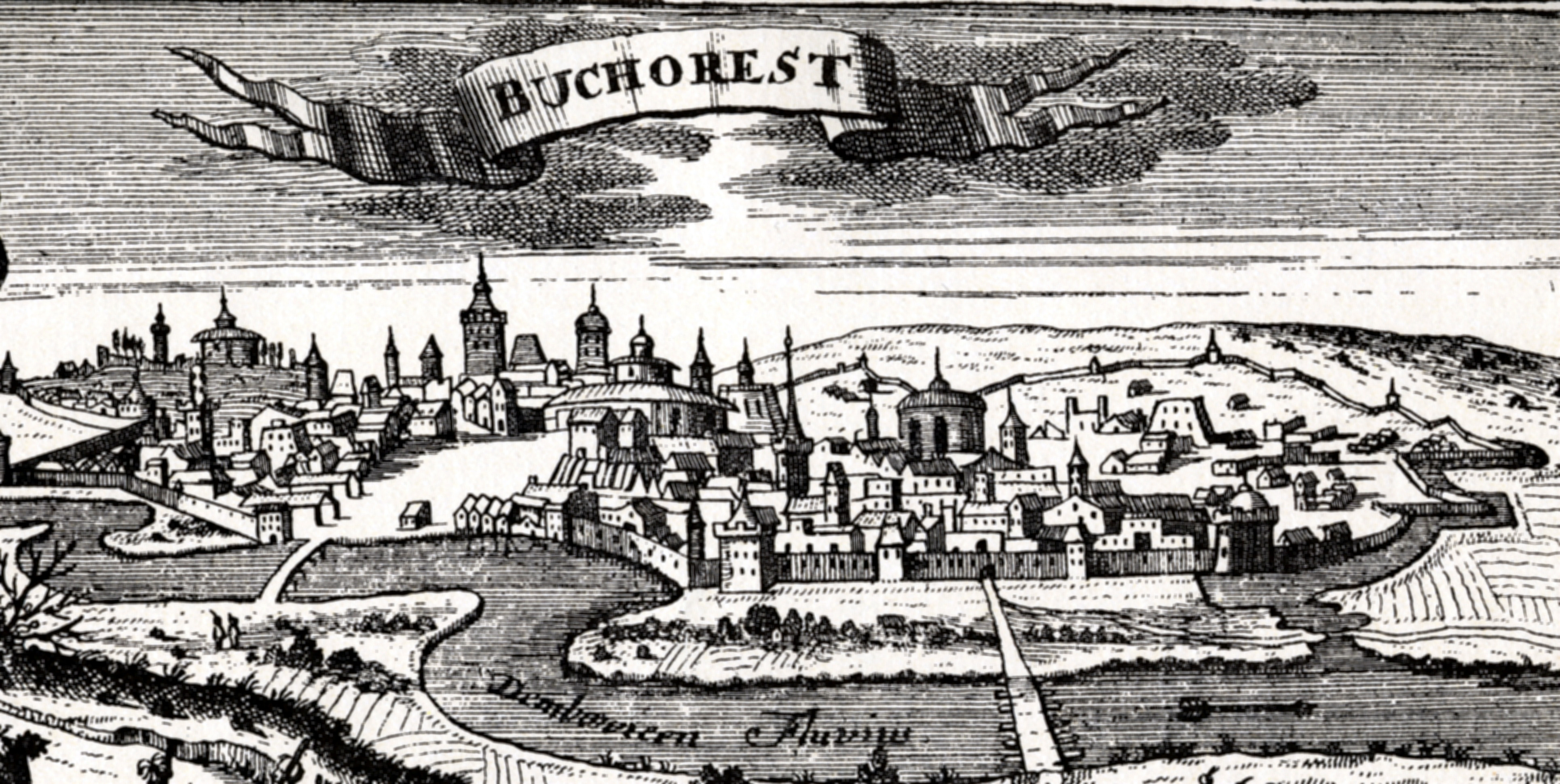
1459: Prima mențiune documentară a cetății Bucureștilor, într-un hrisov al lui Vlad Țepeș redactat în slavonă, limba oficială de cancelarie a Țării Românești.

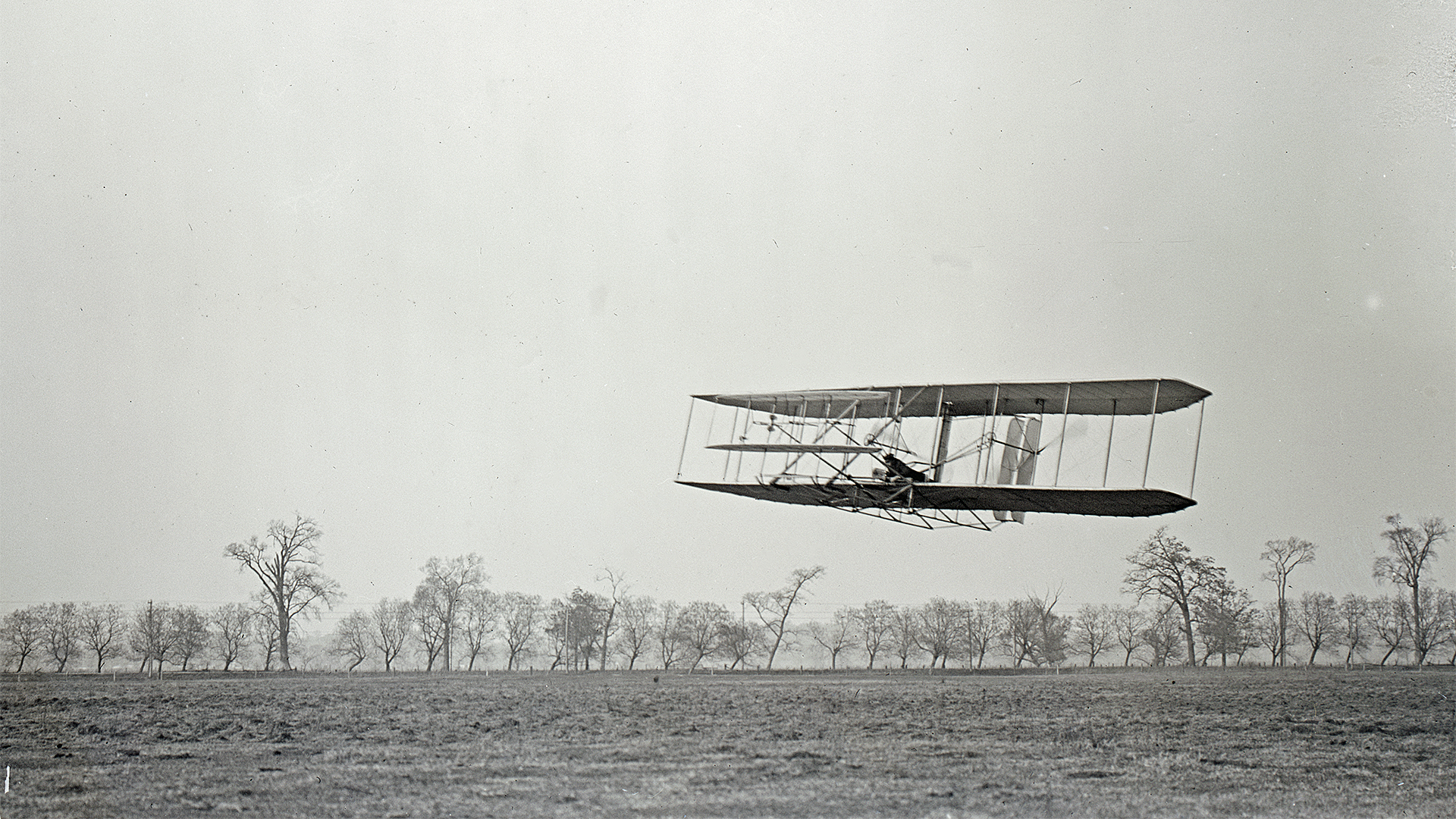
1904: Frații Wright au rezolvat problemele de control al zborului obținând viraje controlate pe un circuit de 1,5 km, urmate de zboruri de cinci minute în săptămânile următoare.

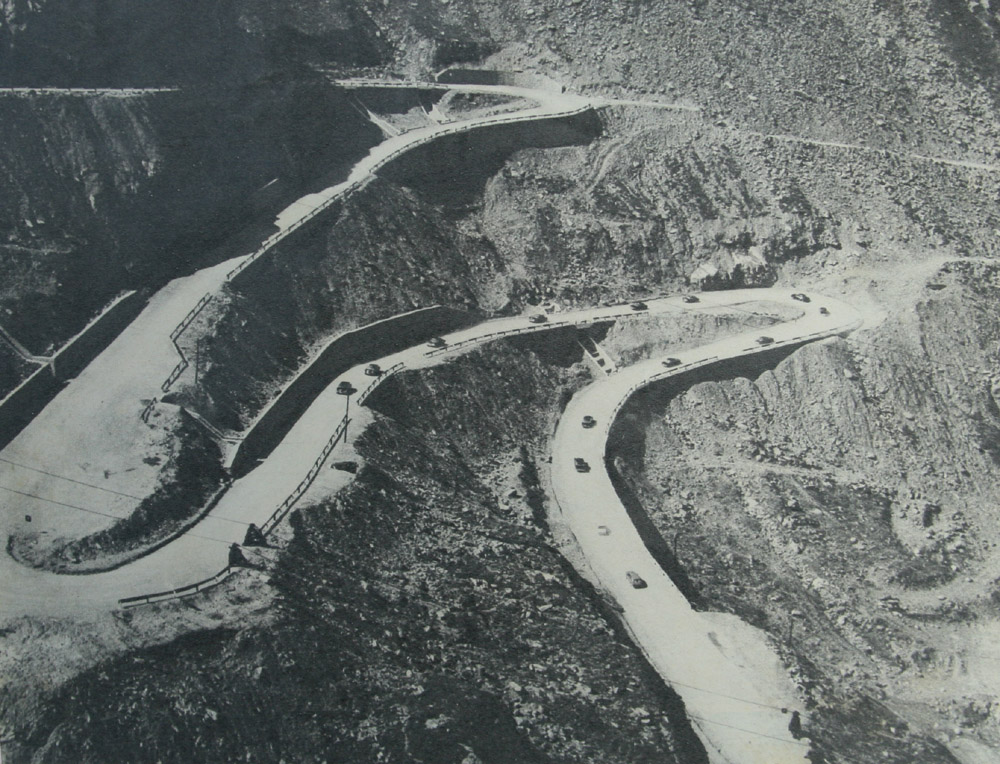
1974: Inaugurarea oficială a drumului național Transfăgărășan, magistrală cu o lungime de peste 90 km, situată la altitudinea de 2.040 m.

- 1058: Agnes de Poitou și Andrei I al Ungariei se întâlnesc pentru a negocia teritoriul de frontieră al Burgenland.[3]
- 1187: Sultanul Saladin începe Asediul Ierusalimului, care va dura până pe 2 octombrie și va duce la căderea Regatului Ierusalimului. Aceasta declanșează a treia cruciadă în scopul recuceririi acestei cetăți de către creștini pentru a doua oară.
- 1347: Prima atestare documentară al orașului Baia Mare, printr-un act emis de cancelaria regelui Ludovic I al Ungariei.
- 1378: Cardinalul Robert de Geneva este ales Papa Clement al VII-lea, începând schisma papală.
- 1459: Prima mențiune documentară a cetății Bucureștilor, într-un hrisov al lui Vlad Țepeș redactat în slavonă, limba oficială de cancelarie a Țării Românești.[1]
- 1519: Navigatorul Ferdinand Magellan a plecat de la Sanlúcar de Barrameda în călătoria sa în jurul lumii.
- 1702: A fost inaugurat Palatul de la Mogoșoaia, așa cum stă scris pe pisania din foișorul de pe latura de răsărit a palatului.
- 1792: Bătălia de la Valmy: Armata prusacă a generalului Karl Wilhelm Ferdinand de Braunschweig este înfrântă de armata franceză. Ca urmare a acestei victorii, la 21 septembrie 1792, va fi proclamată Republica Franceză.
- 1811: Napoleon o alungă din Paris pe Madame de Récamier, la șapte ani după ce a făcut același gest față de prietena ei, Madame de Staël. În opinia suveranului, cele două doamne aveau limba prea ascuțită. Saloanele lor erau frecventate de foarte mulți oponenți ai monarhului francez.
- 1854: Războiul Crimeii: victorie franco-britanică în bătălia de la Alma.
- 1860: Prințul de Wales (mai târziu regele Eduard al VII-lea al Regatului Unit) vizitează Statele Unite.
- 1863: Bătălia de pe Chickamauga din timpul Războiului Civil American se încheie cu o victorie confederată.
- 1870: Anexarea Romei de către Regatul Italiei, după o confruntare militară soldată cu 68 de morți (49 de militari regali italieni și 19 de militari pontificali).
- 1880: Orașul Buenos Aires este declarat capitala Republicii Argentina.
- 1904: Frații Wright au rezolvat problemele de control al zborului obținând viraje controlate pe un circuit de 1,5 km, urmate de zboruri de cinci minute în săptămânile următoare.[2]
- 1913: A avut loc primul meci oficial de rugby din România.
- 1932: Mahatma Gandhi începe greva foamei în închisoarea Poona, India.
- 1940: A început procesul de evacuare a populației din teritoriul cedat Bulgariei (Cadrilaterul) în urma tratatului de la 7 septembrie 1940, proces încheiat la 1 octombrie 1940.
- 1946: Prima ediție a Festivalului de Film de la Cannes, care a fost amânat șapte ani din cauza celui de-Al Doilea Război Mondial.[4]
- 1954: Harlan Herrick realizează primul program în limbaj Fortran.
- 1968: Inaugurarea Uzinei de la Pitești, prima uzină de autoturisme din România.
- 1974: Inaugurarea oficială a drumului național Transfăgărășan, magistrală cu o lungime de peste 90 km, situată la altitudinea de 2.040 m.
- 1979: Printr-o lovitură de stat împotriva împăratului Bokasa I, Imperiul Centrafrican este abolit și se restaurează Republica Centrafricană.
- 1980: A început războiul dintre Irak și Iran, care s-a încheiat în 1988. Irakul denunță Acordul de la Alger din 1975, revendicând unele teritorii ; în conflictul iraniano-irakian au murit peste un milion de oameni.
- 1982: Are loc zborul inaugural al primului avion de pasageri produs în România, RomBac 1 - 11, în prezența oficialităților statului român.
- 2019: Aproximativ 4 milioane de oameni, majoritatea studenți, demonstrează în întreaga lume privind schimbările climatice.[5][6] Greta Thunberg, de 16 ani, din Suedia, conduce demonstrația din New York City.

## Nașteri
- 1758: Jean-Jacques Dessalines, împărat al Haiti (d. 1806)
- 1789: George al II-lea, Prinț de Waldeck și Pyrmont (d. 1845)
- 1791: Serghei Aksakov, scriitor rus (d. 1859)
- 1832: Johann Joseph Abert, compozitor german (d. 1915)
- 1833: Ernesto Teodoro Moneta, politician italian, laureat al Premiului Nobel pentru Pace în 1907)
- 1842: James Dewar, chimist, inventator și fizician scoțian (d. 1923)

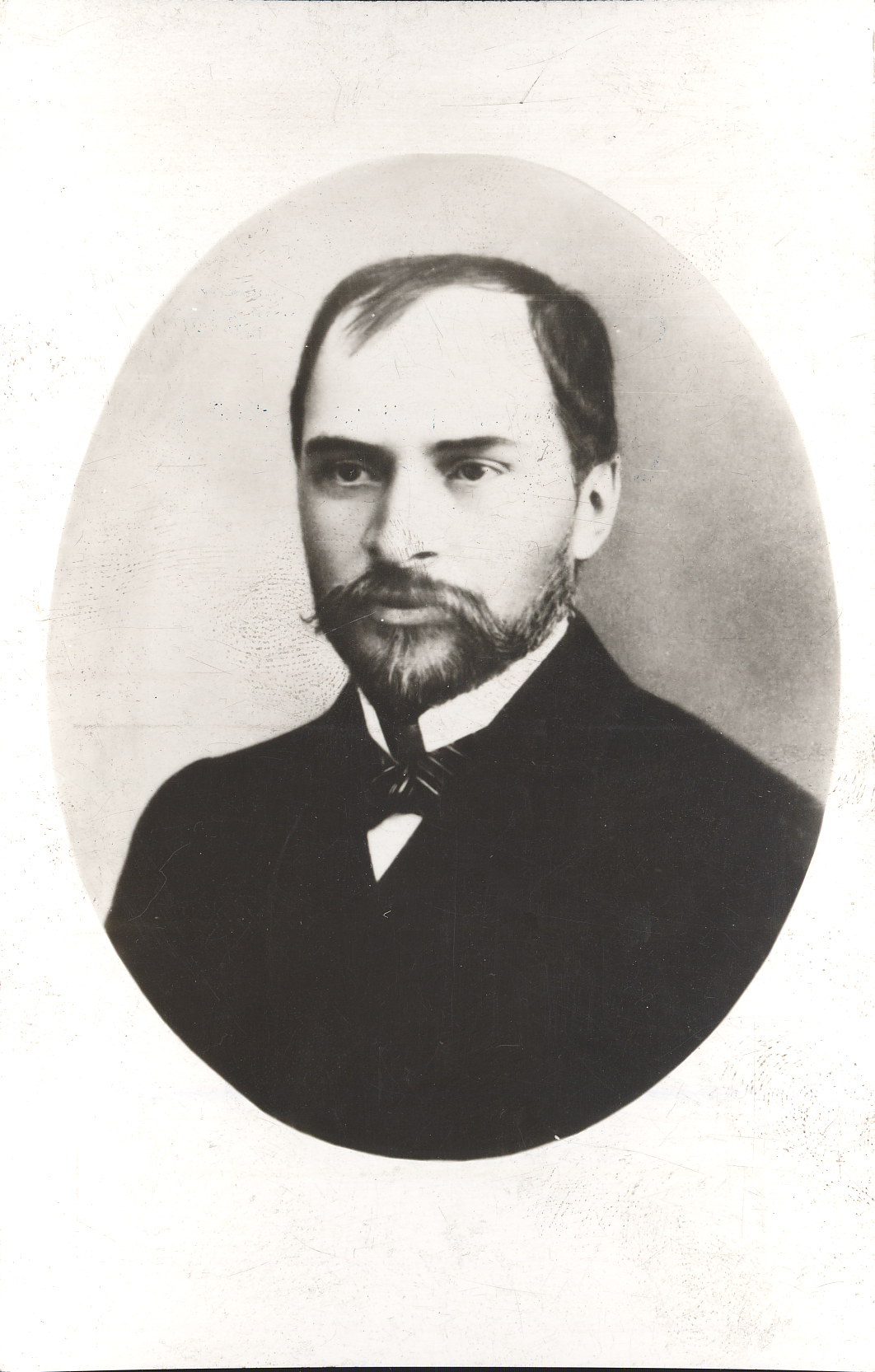
George Coșbuc, poet român
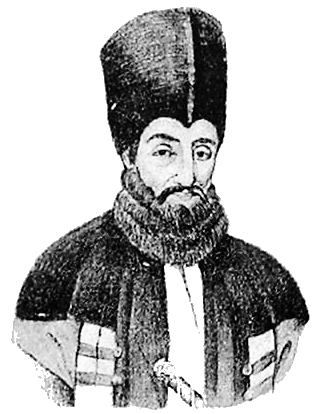
Scarlat Callimachi, poet, dramaturg și ziarist român
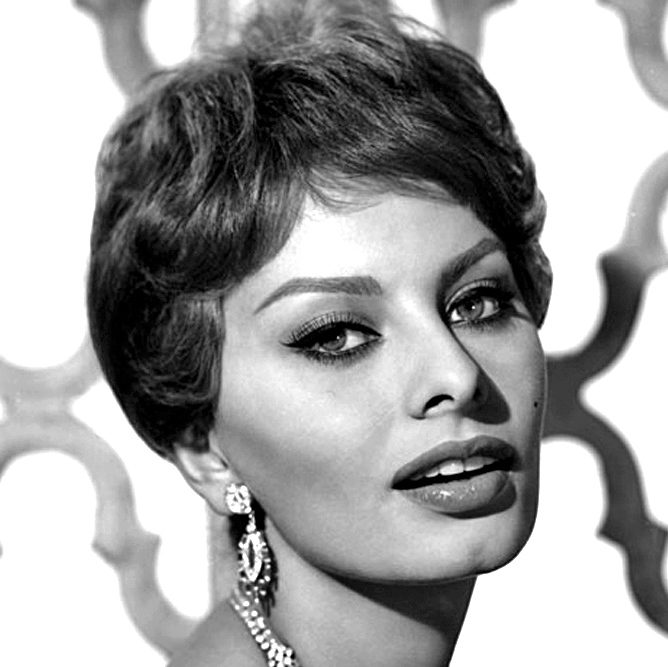
Sophia Loren, actriță italiană

- 1853: Rama al V-lea, regele Thailandei (d. 1910)
- 1866: George Coșbuc, poet român (d. 1918)
- 1873: Ricardo Urgell Carreras, pictor spaniol (d. 1924)
- 1876: Alexandrina Cantacuzino, activist politic, filantrop, diplomată, feministă (d. 1944)
- 1878: Upton Sinclair, scriitor și omul politic american (d. 1968)
- 1886: Ducesa Cecilie de Mecklenburg-Schwerin, prințesă Moștenitoare a Germaniei (d. 1954)
- 1896: Scarlat Callimachi, poet, dramaturg și ziarist român, descendent din familia de boieri moldoveni Callimachi (d. 1975)
- 1902: Cesare Zavattini, scriitor italian (d. 1989)
- 1908: Adalbert Boroș, episcop romano-catolic (d. 2003)
- 1917: Fernando Rey, actor spaniol (d. 1994)
- 1933: Dennis Viollet, fotbalist englez (d. 1999)
- 1934: Marian Hudac, actor român (d. 1996)
- 1934: Sophia Loren, actriță italiană
- 1946: Laura Lavric, cântăreață română de muzică populară
- 1948: George R. R. Martin, autor american de fantasy, horror și science fiction
- 1948: Dan Grigore Adamescu, om de afaceri român (d. 2017)
- 1951: Javier Marías, scriitor spaniol (d. 2022)
- 1952: Ileana Ciuculete, cântăreață română de muzică populară (d. 2017)
- 1958: Ghassan Massoud, actor și producător  sirian de filme
- 1961: Erwin Koeman, jucător și antrenor olandez de fotbal
- 1969: Richard Witschge, fotbalist olandez
- 1971: Henrik Larsson, fotbalist suedez
- 1972: Victor Ponta, politician român, prim-ministru al României
- 1975: Asia Argento, actriță, model din Italia
- 1979: Ahn Jae Mo, actor și cântăreț sud-coreean
- 1980: Robert Koren, fotbalist sloven
- 1983: Miranda Tatari, handbalistă croată
- 1993: Julian Draxler, fotbalist german

## Decese
- 1840: José Gaspar Rodríguez de Francia,  politician, avocat și dictator al Paraguayului (n. 1766)
- 1863: Jakob Grimm, scriitor german (n. 1785)
- 1898: Theodor Fontane, prozator și poet german (n. 1819)
- 1920: Teodor Teodorescu, compozitor român (n. 1876)
- 1925: Charles Cottet, pictor francez (n. 1863)

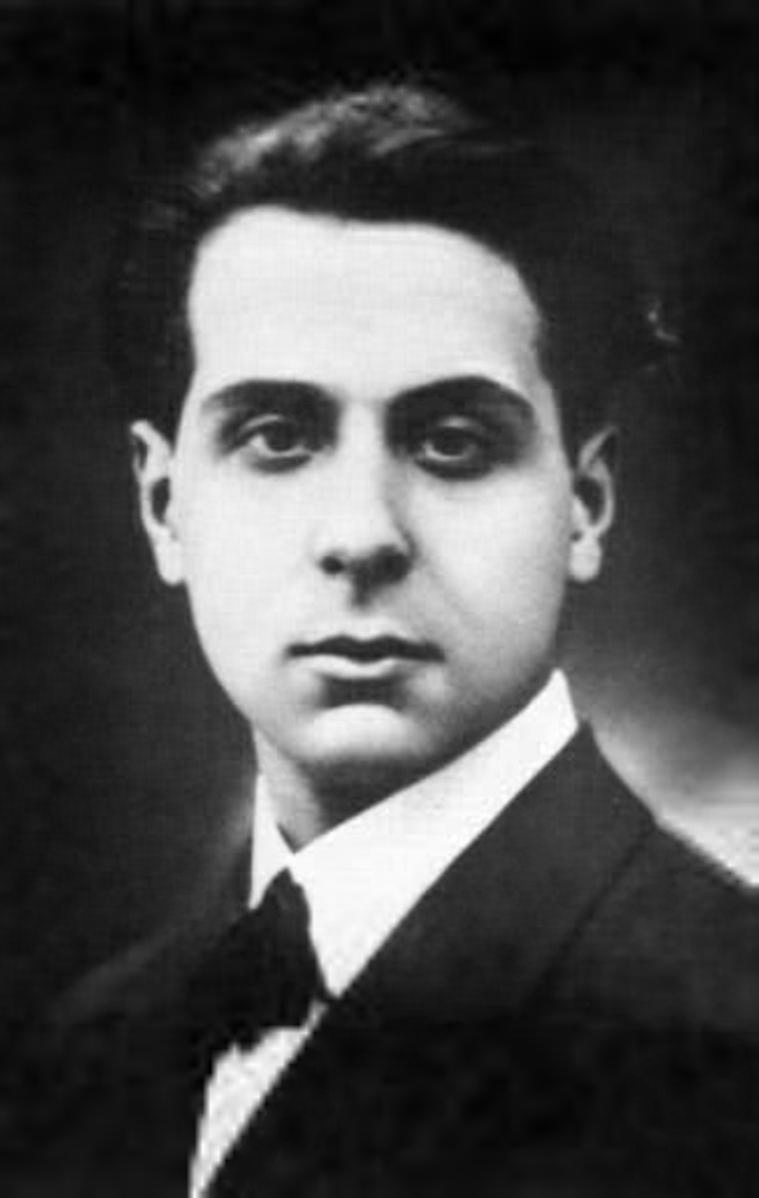
Giorgios Seferis, poet grec, laureat Nobel
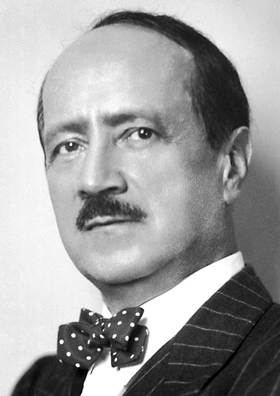
Saint-John Perse, poet și diplomat francez, laureat Nobel
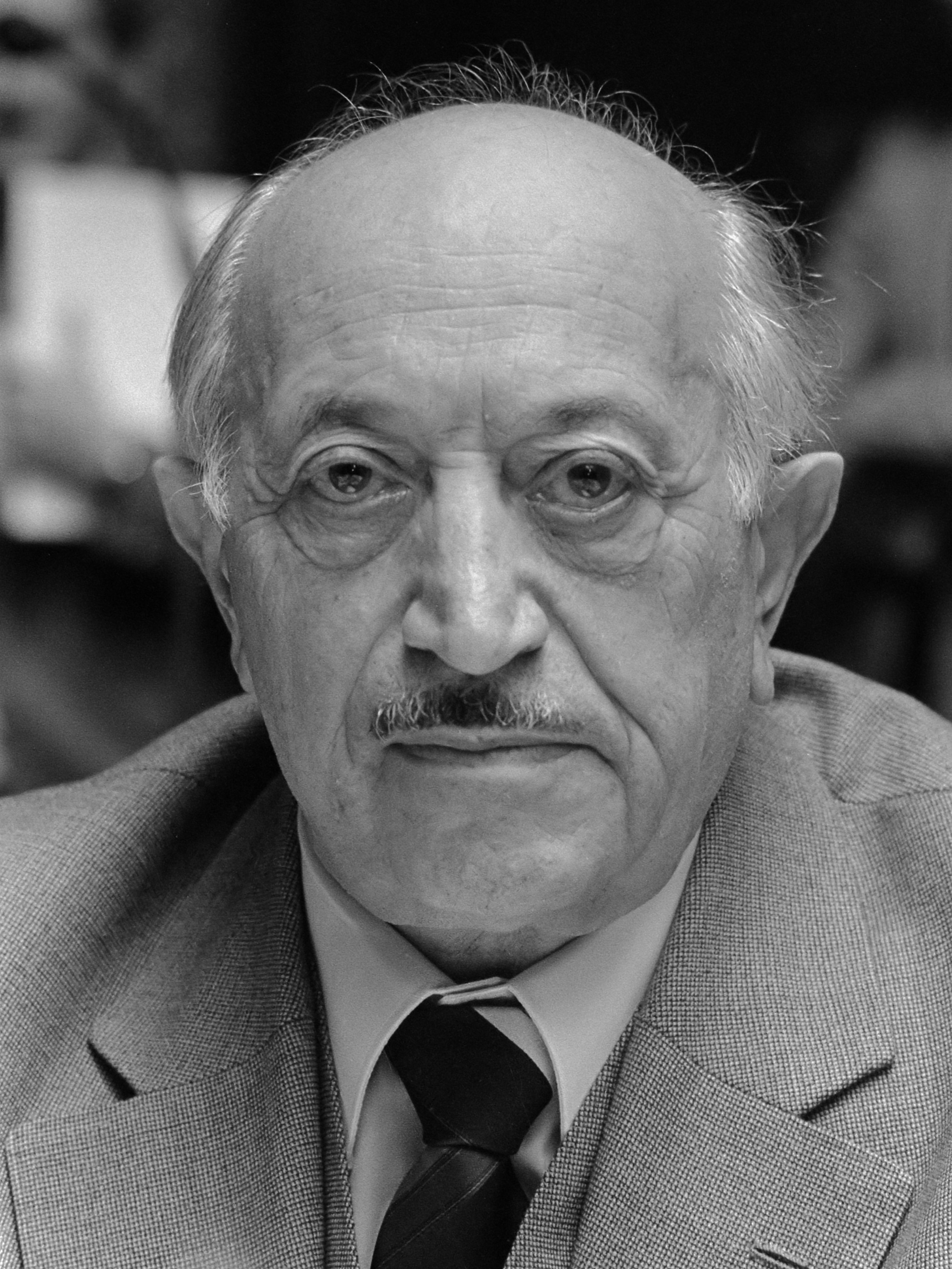
Simon Wiesenthal, „vânător” de naziști

- 1949: Nikos Skalkottas, compozitor grec (n. 1904)
- 1957: Jean Sibelius, muzician și compozitor finlandez (n. 1865)
- 1971: Giorgios Seferis, poet grec, laureat al Premiului Nobel pentru Literatură în 1963 (n. 1900)
- 1975: Saint-John Perse, poet și diplomat francez, laureat al Premiului Nobel pentru Literatură (n. 1887)
- 1988: Tibor Sekelj, scriitor și explorator (n. 1912)
- 1994: Damian Ureche, poet român (n. 1935)
- 1998: Ion Marinescu, actor român (n. 1930)
- 1999: Raisa Gorbaciova, soția fostului șef al statului sovietic, Mihail Gorbaciov (n. 1932)
- 2000: Pierre Trudeau, politician, prim-ministru al Canadei (n. 1919)
- 2005: Simon Wiesenthal, vânător de naziști, fondatorul centrului Simon Wiesenthal (n. 1908)
- 2016: Curtis Hanson, regizor american (n. 1945)

## Sărbători
- România: Ziua Bucureștiului
- calendar ortodox și greco-catolic: Sfântul Eustațiu
- calendar romano-catolic: Andrei Kim și însoțitorii